# Calakmul
Calakmul (albo Kalakmul) – jedno z największych starożytnych miast Majów na Jukatanie w meksykańskim stanie Campeche, na terenie gminy Calakmul.

## Położenie
Miasto leży głęboko w dżungli w niecce Mirador-Calakmul w odległości około 30 km od granicy z Gwatemalą w meksykańskim stanie Campeche, na terenie gminy Calakmul. Położone na obszarze Rezerwatu Biosfery Calakmul zajmującego powierzchnię 1,8 mln akrów (7300 km²)

## Nazwa
Po raz pierwszy zostało odkryte z powietrza przez biologa Cyrusa L. Lundella. Według odkrywcy, który nadał nazwę temu miejscu, w języku Majów ca miało oznaczać „dwa”, lak natomiast „sąsiadujący”, a mul „sztuczne wzniesienie” lub „piramidę”. Tak więc Calakmul miało znaczyć „Miasto Dwóch Sąsiadujących Piramid”.
Z miastem związane są toponimy – glify oznaczające nazwę miasta: Uxte’tuun „Trzy Kamienie” i Chiiknahb’.

## Historia
Calakmul było głównym ośrodkiem władzy państwa Kaan (nazywanego też „Królestwem Węża”) w „późnej erze klasycznej”, które na początku swojego istnienia znajdowało się bardziej na północ od Calakmul w Dzibanche. Kaan tworzyło sojusz z Caracol a jego głównym konkurentem było Tikál. Dochodzenie do potęgi władców Kaan przedstawia między innymi seria 11 naczyń (zwanych „wazami dynastycznymi”), w skład której wchodzą legendarne postacie, które były twórcami tego państwa. Lennem miasta od około 630 roku było Uxul.
Odwołania do władców Kaan, którzy pieczętowali się glifem Węża w Calakmul pojawiają się na Nizinach Majów dopiero po 631 roku. Wczesnoklasyczna stela 114 odnosi się do władcy panującego w 431 roku, który pieczętował się glifem Nietoperza.
Calakmul liczyło prawdopodobnie 50 tys. mieszkańców. Jak do tej pory na jego obszarze (70 km²) odnaleziono 6250 budowli. Wśród nich znalazł się między innymi mur północny oraz zbiorniki wodne. 45-metrowa piramida (tzw. „struktura 2”) jest największą spośród dotychczasowo odkrytych na Jukatanie. Wiele z budowli powstało z miejscowego wapienia co utrudnia prace archeologiczne. 

## Prace archeologiczne
Po raz pierwszy zostało odkryte z powietrza przez biologa Cyrusa L. Lundella z firmy Mexican Exploitation Chicle Company 29 grudnia 1931 r. Odkrycie to zostało zgłoszone Sylvanusowi G. Morleyowi z Carnegie Institute. Po długim okresie, który upłynął od ekspedycji Morleya w 1932 roku dopiero w latach pomiędzy 1984 i 1994 pojawiły się tu następne wyprawy badawcze, kierowane przez Williama Folana. Obecnie są tu prowadzone prace archeologiczne przez Narodowy Instytut Archeologii i Kultury pod kierownictwem Ramóna Carrasco.
W 2002 roku stanowisko archeologiczne w Calakmul wpisano na listę światowego dziedzictwa UNESCO.
Podczas badania struktury jednej z piramid w kompleksie archeologicznym Calakmul naukowcy odnaleźli na ścianach dobrze zachowane malowidła i hieroglify.